# Tachyta
Tachyta is een geslacht van kevers uit de familie van de loopkevers (Carabidae). De wetenschappelijke naam van het geslacht is voor het eerst geldig gepubliceerd in 1837 door Kirby.

## Soorten
Het geslacht Tachyta omvat de volgende soorten:
- Tachyta acuticollis (Putzeys, 1875)
- Tachyta angulata Casey, 1918
- Tachyta barda (Darlington, 1962)
- Tachyta brunnipennis (Macleay, 1871)
- Tachyta coracina (Putzeys, 1875)
- Tachyta falli (Hayward, 1900)
- Tachyta gilloglyi Erwin, 1975
- Tachyta guineensis Alluaud, 1933
- Tachyta hispaniolae (Darlington, 1934)
- Tachyta maa Erwin & Kavanaugh, 1999
- Tachyta malayica (Andrewes, 1925)
- Tachyta monostigma (Andrewes, 1925)
- Tachyta nana (Gyllenhal, 1810)
- Tachyta ovata Baehr, 1986
- Tachyta palmerstoni Baehr, 2006
- Tachyta parvicornis Notman, 1922
- Tachyta philipi Erwin, 1975
- Tachyta picina (Boheman, 1848)
- Tachyta pseudovirens Bruneau De Mire, 1964
- Tachyta rexensis Moore, 2001
- Tachyta subvirens Chaudoir, 1878
- Tachyta umbrosa (Motschulsky, 1851)
- Tachyta wallacei (Andrewes, 1925)